# Скопенко Василь Федорович
Василь Федорович Скопенко (1 січня 1912 — 27 січня 1945) — український педагог, полковник, учасник Німецько-радянської війни, Герой Радянського Союзу.

## Біографія
Народився 1 січня 1912 року в селі Стругівка, що належало до Суразького повіту Чернігівської губернії (зараз Брянська область РФ). Батько Федір Іванович працював на Ростовському руднику, а мати Тетяна Йосипівна працювала куховаркою в гірницькій артілі.
Наш син Василь народився 1 січня 1912 року за старим стилем. 19 червня 1912 року приїхав з матір'ю до мене, на рудник «Ростовський». Дружина з малим дитям працювала в артілі куховаркою, готувала їжу сорока чоловікам за п'ять карбованців на місяць. І на кухні ріс наш син...

Після закінчення середньої школи навчався в гірничопромисловому училищі, згодом працював гірничим майстром на шахті імені Карла Лібкнехта у Кривому Розі. Потім навчався на фізико-математичному факультеті Одеського державного університету.
У 1935 році після закінчення Криворізького педагогічного інституту отримав направлення у Верблюзьку сільську школу (Новгородківський район, Кіровоградська область). Там працював вчителем фізики, а з 1937 став директором цієї школи. За роботу у 1939 році нагороджений медаллю «За трудову відзнаку».
15 березня 1939 року був мобілізований у Червону Армію. Брав участь у радянсько-фінській війні 1939 ― 1940 рр.

### Друга Світова війна
Через початок Другої світової війни у червні 1941 року пішов на фронт, пізніше у 1943 році закінчив Військову академію імені М. В. Фрунзе. Очолив командування 1180-го стрілецького полку (350-а стрілецька дивізія, 13-а армія, 1-й Український фронт).
Підійшли до одного дуже гарного міста. Воно стоїть на крутому березі широкої річки. І люди там, Аннушко, я впевнений, дуже хороші. Як вони настраждалися у неволі! Фашисти, звісно, так просто звідти не підуть. А як би хотілося, щоб таке красиве місто залишилось цілим. І взагалі хочеться, щоб земля наша була не в полум’ї, а у квітучих садах…
— Скопенко у листі до дружини про Сандомир
Скопенко відзначився 29 липня 1944 року, при форсуванні річки Вісли. Під його керівництвом полк на підручних засобах переправився через річку в районі населеного пункту Лонжек. Потім, після артилерійської підготовки радянська армія почала наступати з флангів, здійснивши обхідний маневр зайшла у місто з тилу. Таким чином місто Сандомир було звільнене від німецьких військ і зосталося неушкодженим. Надалі це місце стало плацдармом для подальшого просування радянських військ.
Указом Президії Верховної Ради СРСР від 23 вересня 1944 року "за зразкове виконання бойових завдань командування на фронті боротьби з німецько-фашистськими загарбниками" і виявлені при цьому "мужність і героїзм", підполковникові Скопенку Василю Федоровичу присвоєно звання Героя Радянського Союзу з врученням ордена Леніна і медалі «Золота Зірка»" (указ № 4589). 24 січня 1945 р. він отримав звання полковника.
27 січня 1945 Скопенко був смертельно поранений у бою під містом Бреслау (зараз Вроцлав, Польща). Помираючи в шпиталі, він заповів поховати його в Сандомирі: «Поховайте мене на березі Вісли, у Сандомирі. Це місто й люди стали мені близькими…»

### Поховання
У лютому 1945 року тіло Скопенка було перевезене до міста й поховане на площі Ринок. Міська влада вшанувала його пам'ять на спеціальній сесії. Поруч Опатовської Брами був встановлений пам'ятник. У 1990 році останки Скопенка перепоховали на військовому кладовищі радянських солдатів (поблизу вулиці Міцкевича), туди перенесли й пам'ятник.

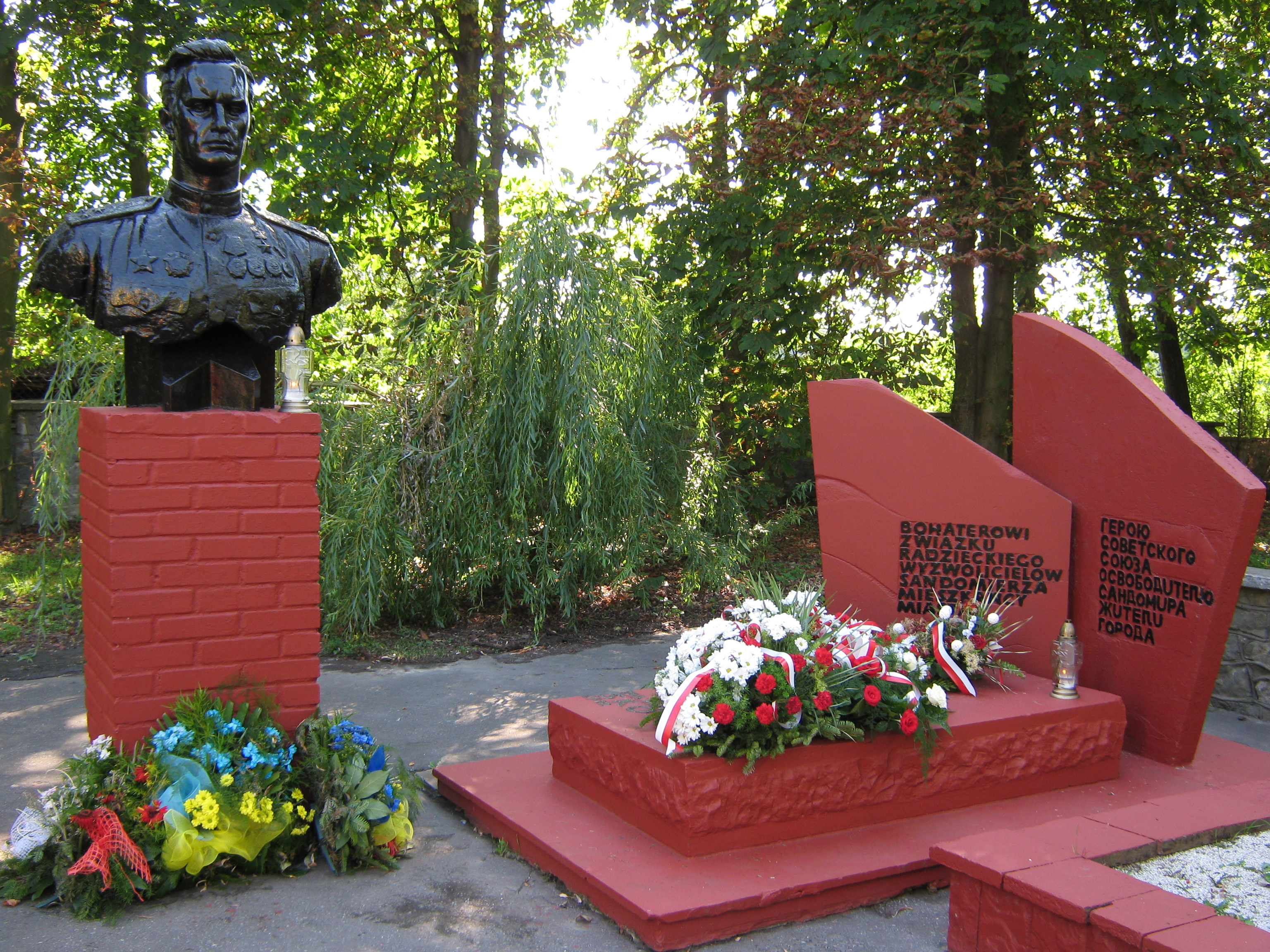
Могила полковника В. Ф. Скопенка на кладовищі солдатів Радянської Армії в Сандомирі

## Нагороди
- Орден Леніна
- 2 ордени Червоного Прапора
- Орден Олександра Невського
- Орден Вітчизняної війни 1-го ступеня
- Орден Червоної Зірки

## Пам'ять

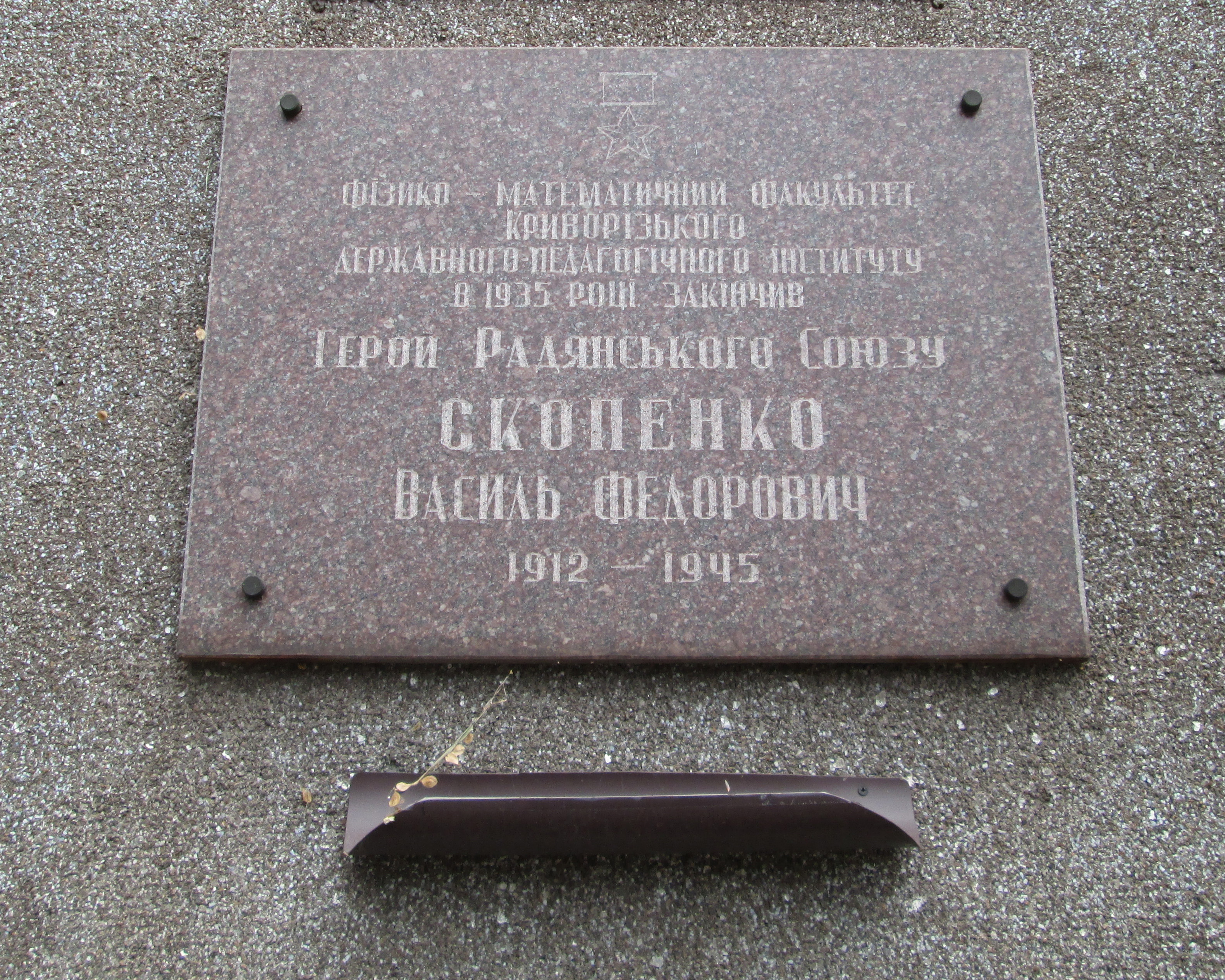
Пам'ятна дошка Василя Федоровича Скопенка у Кривому Розі

Ім'ям Василя Федоровича Скопенка названа середня школа, де він працював, на будівлі школи встановлена меморіальна дошка. У місті Сандомирі його ім'я носила вулиця, піонерська дружина та бібліотека.
Ім'я Скопенка викарбоване на Стелі Героїв у Кривому Розі.

## Родина
- Дружина — Ганна Митрофанівна
- Дочка — Алла Василівна Пасько
- Син — Скопенко Георгій і Віктор Васильович Скопенко, ректор Київського університету[5]